# مسجد ومركز الفاروق عمر بن الخطاب

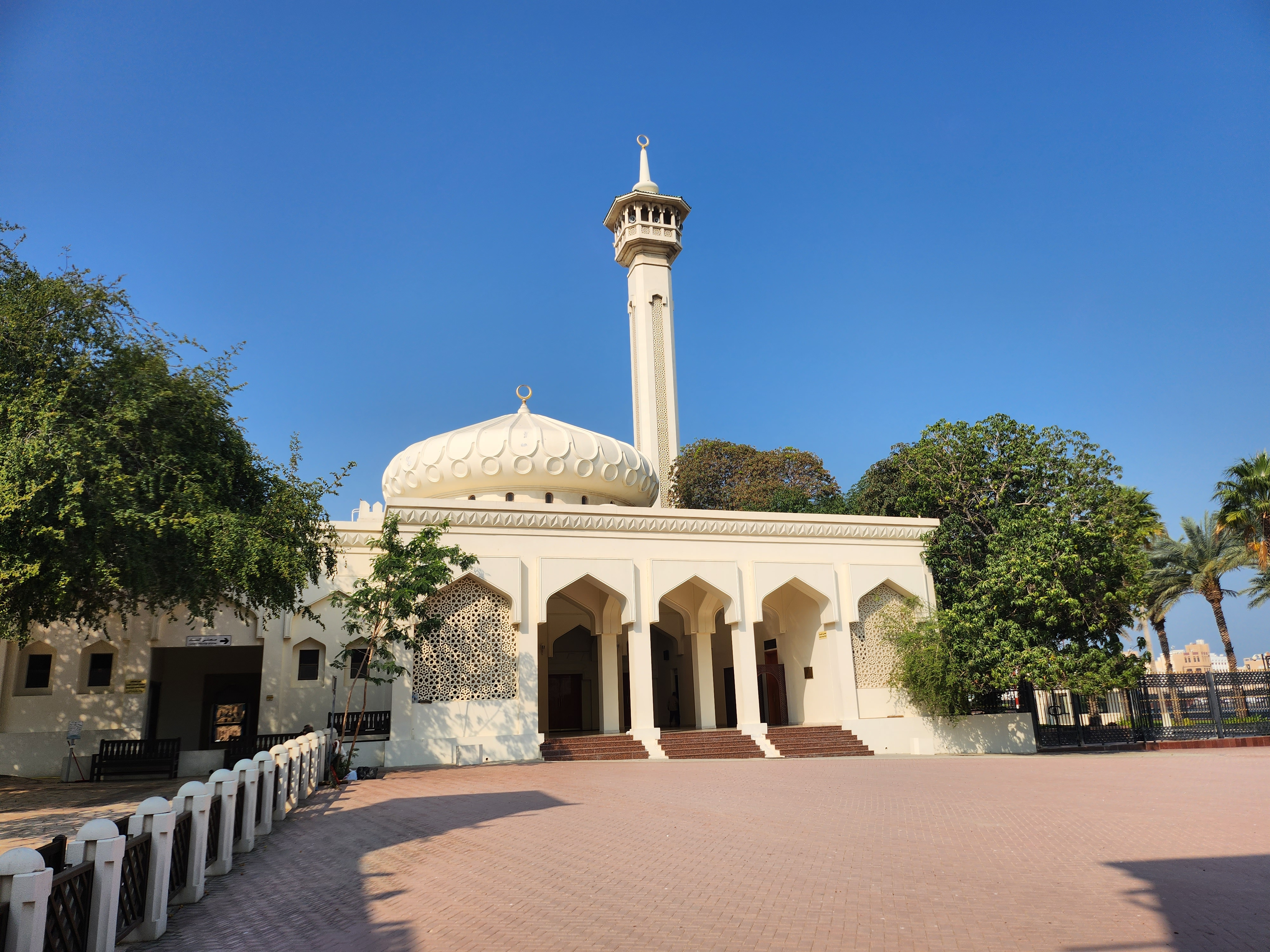
مسجد الفاروق

مسجد ومركز الفاروق عمر بن الخطاب هو مسجد يقع في منطقة الصفا في دبي، الإمارات العربية المتحدة. سُمي المسجد على اسم عمر بن الخطاب، رفيق الرسول مُحَّمد وخليفة المسلمين الثاني بعد أبي بكر ولقب الفاروق، أي شخص ميزَ الحق عن الباطِل. تم إنشاء مسجد الفاروق عمر بن الخطاب الأصلي في نفس الموقع عام 1986.
تم تجديد المبنى مرتين، في عام 2003 ولاحقًا في عام 2011 بأمر من خلف أحمد الحبتور، رئيس إمبراطورية الأعمال التي تحمل اسم عائلته والتي تمتد اهتماماتها من بيع السيارات والمدارس والفنادق إلى الهندسة والنشر. وقد قام المهندس المعماري الإماراتي محمد الشيخ مبارك، رحمه الله، بتصميم المسجد والإشراف عليه. تم افتتاحه للجمهور في 29 يوليو 2011. 
يتّسع مسجد الفاروق عمر بن الخطاب لألفي مصلي ويعتبر من أكبر مساجد الإمارات والثالث من نوعه الذي يفتح أبوابه لغير المسلمين بعد مسجد الشيخ زايد بن سلطان آل نهيان في أبوظبي والجامع الكبير في جميرا.
استقبل مسجد ومركز الفاروق عمر بن الخطاب الشيخ أحمد علي النحاس مؤذن الحرم المكي.

## التصميم

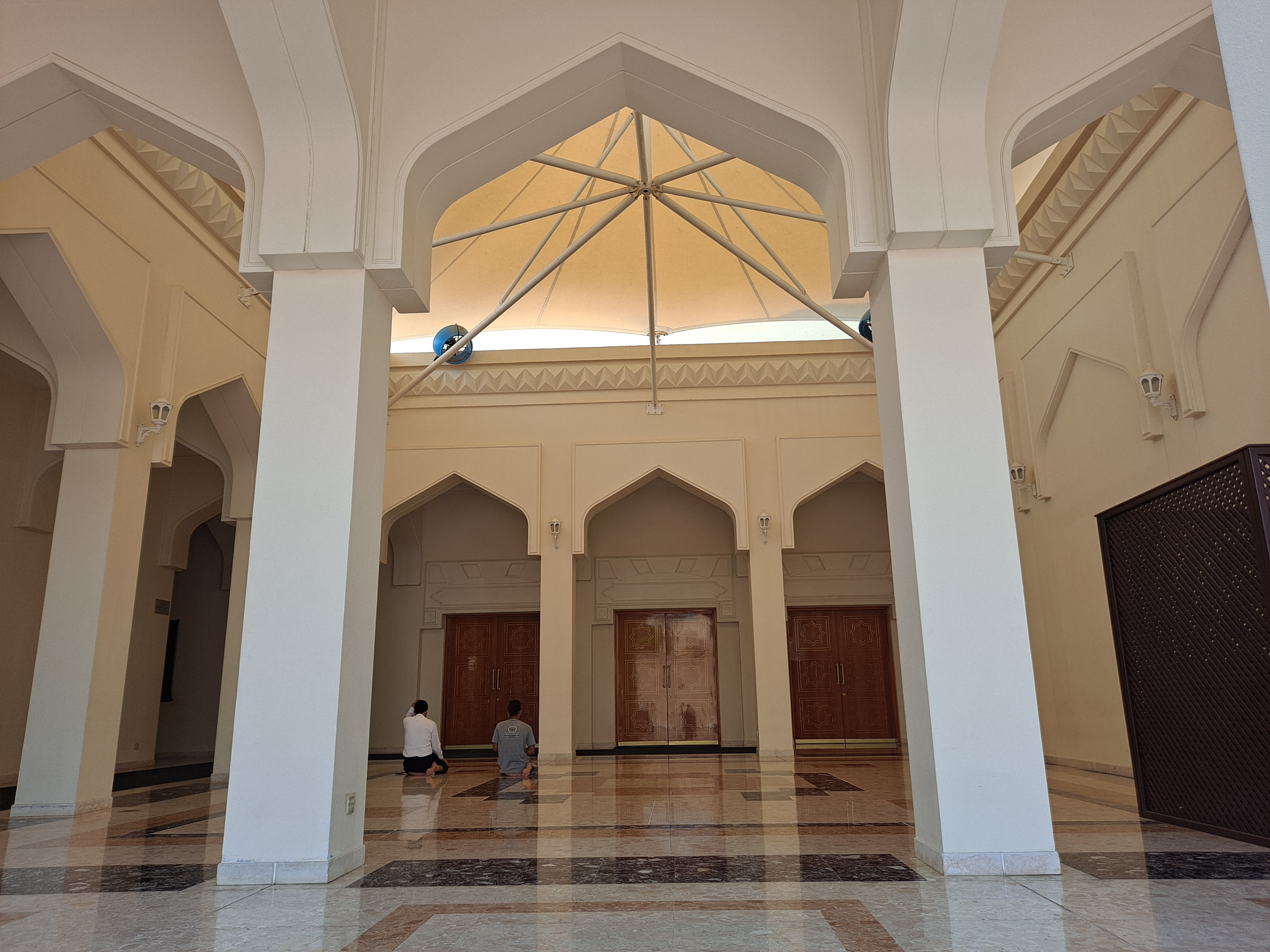
مسجد الفاروق

النقوش الموجودة في المسجد هي نقوش عثمانية مستوحاة من المسجد الأزرق في إسطنبول ولها لمسة أندلسية. الفن الأندلسي هو مدرسة إسلامية يعود تاريخها إلى عام 711 عندما هبطت المغاربة لأول مرة في جنوب إسبانيا. يتضح تأثيرها في كل من الخارج والداخل من البلاط الملون في المدخل الأمامي، والذي يحيط بالنافورة ذات الطراز التقليدي، إلى الأشكال المستخدمة في التصميم الداخلي. ونحت هذه النقوش باليد 60 حرفيًا مغربيًا من مدينة فاس معقل هذا التراث الأندلسي الأصيل.
يتميز الجزء الداخلي من المسجد بالعديد من الميزات. تم تصنيع السجاد خصيصًا في ألمانيا؛ تم اعتماد طريقة جديدة لتكييف الهواء. ترتفع القبة الرئيسية إلى حوالي 30 مترًا. يوجد أيضًا 15 قبة أصغر مع أربعة قباب نصف إضافية تحيط بالقباب الرئيسية.

## مسجد الفاروق
- المساحة الإجمالية 93.400 قدم مربع.
- تبلغ مساحة مجمع المساجد 8700 متر. تبلغ مساحة المسجد نفسه 4200 متر مربع.[6]
- قدرة على استيعاب 2000 مصلٍّ.
- تحتوي المكتبة على مجموعة من 4000 عنوان إسلامي وديني آخر.
- نادي شباب.
- قاعة المحاضرات.
- قاعة الدراسة.
- الإدارة.
- إسكان الإمام والمؤذن.

## الهندسة المعمارية
تعتمد العمارة الخارجية على مسجد السلطان أحمد في إسطنبول المعروف باسم المسجد الأزرق لآلاف بلاطات إزنيك التي تلون جدرانه الداخلية وأقواسه.
- 21 قبة و 124 نافذة زجاجية ملونة.
- ترتفع أربع مآذن على شكل قلم رصاص، يبلغ ارتفاع كل منها 65 متراً.
- قام 60 من الفنانين والحرفيين من المغرب بتزيين الديكور الداخلي.
- تم تصنيع السجاد الملون باللونين الأحمر والذهبي في ألمانيا.
- تم تصميم المسجد باستخدام الجص من باريس وبلاط فسيفساء، مصدره فاس بالمغرب.

## روابط خارجية
- أخبار الخليج
- أكبر مسجد في دبي[وصلة مكسورة]
- بالصور
- مسجد الفاروق في العيد
- الوطني - مسجد الفاروق عمر بن الخطاب